# American Journal of Physiology
Het American Journal of Physiology (AJP) is een internationaal peer-reviewed wetenschappelijk tijdschrift op het gebied van de fysiologie dat wordt uitgegeven door de American Physiological Society. Het is onderverdeeld in 7 sub-tijdschriften, elk met hun eigen redactie, abonnementen, en impactfactor.
- American Journal of Physiology - Cell Physiology
- American Journal of Physiology - Endocrinology and Metabolism
- American Journal of Physiology - Gastrointestinal and Liver Physiology
- American Journal of Physiology - Heart and Circulatory Physiology
- American Journal of Physiology - Lung Cellular and Molecular Physiology
- American Journal of Physiology - Regulatory, Integrative and Comparative Physiology
- American Journal of Physiology - Renal Physiology